# Pôle Nord de la Lune

Mosaïque de la région polaire nord de la Lune par le Lunar Reconnaissance Orbiter.

Le pôle Nord de la Lune est le point de l'hémisphère nord de la Lune où l'axe de rotation lunaire rencontre sa surface.
Il s'agit du point le plus au nord de la Lune, diamétralement opposé pôle Sud de la Lune et définissant la latitude 90° Nord. Toutes les lignes de longitude y convergent, donc sa longitude peut être définie comme n'importe quelle valeur de degré.

## Cratères

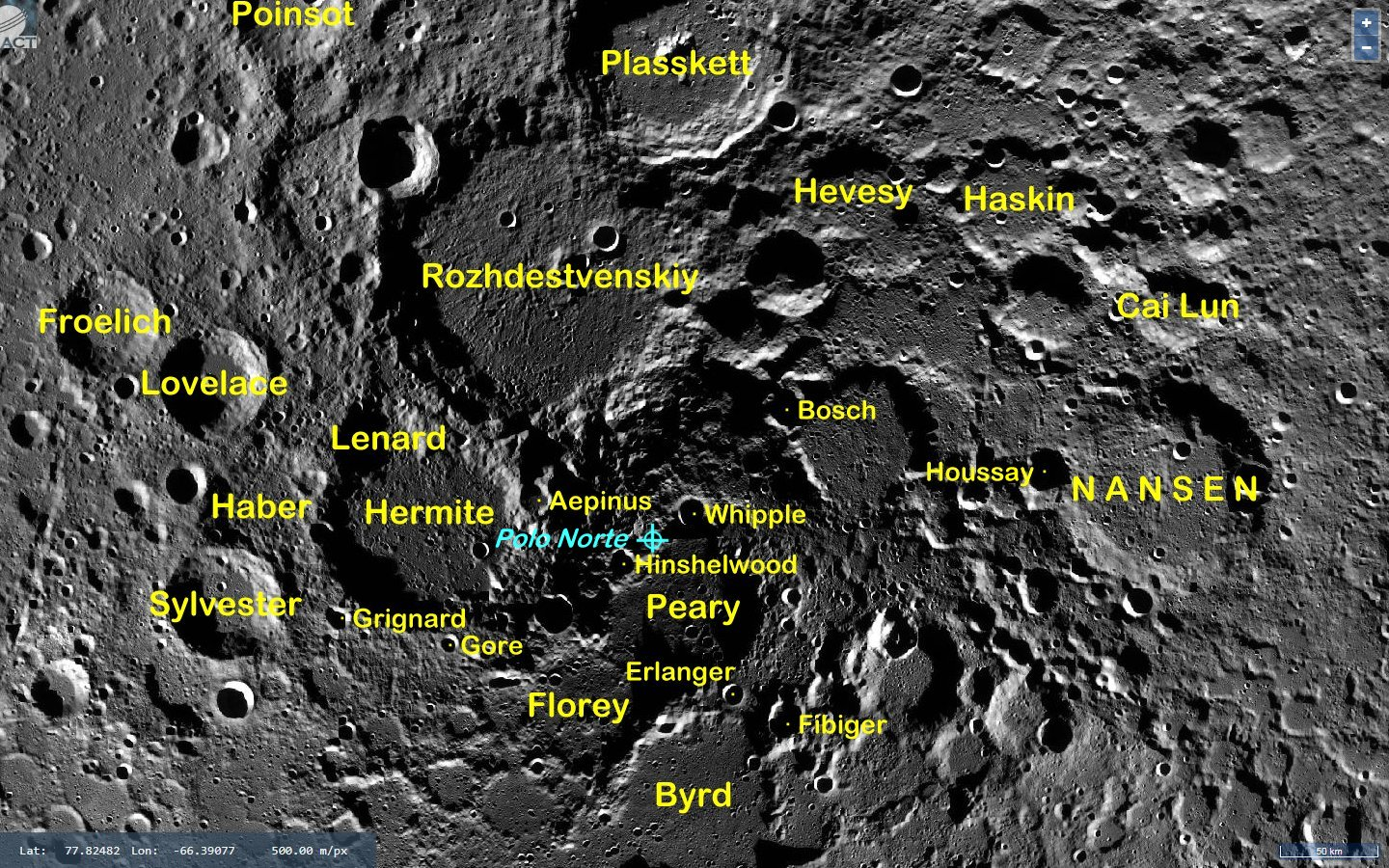
Image légendée des cratères près du pôle Nord.

Les cratères notables dans la région polaire nord lunaire (entre 60° de latitude nord et le pôle nord) comprennent : Avogadro, Bel'kovich, Brianchon, Emden, Gamow, Goldschmidt, Hermite, J.Herschel, Meton, Nansen, Pascal, Petermann, Philolaus, Plaskett, Pythagore, Rozhdestvenskiy, Schwarzschild, Seares, Sommerfeld, Stebbins, Sylvester, Thales, Van't Hoff, W. Bond.

## Exploration
La mission Astrobotic Technology Icebreaker était un concept de mission prévu pour une mission de 2015, puis reporté à 2016, puis annulé. Il s'agissait d'un concours pour gagner le Google Lunar X Prize,.